# Вовчемис Василь Іванович
Василь Іванович Вовчемис (16 липня 1954, село Антонівка, тепер Вараського району Рівненської області) — радянський діяч, машиніст електровоза локомотивного депо станції Конотоп Сумської області. Член Центральної контрольної комісії КПРС у 1990—1991 роках.

## Життєпис
Народився 16 липня 1954 року в селі Антонівка, Рівненської області.
У 1971 році закінчив Конотопську середню школу № 9 Сумської області.
У 1971—1973 роках — кіномеханік, старший кіномеханік Конотопської дирекції об'єднаних кінотеатрів.
З 1973 по 1975 рік служив у Радянській армії.
У 1975—1976 роках — учень слюсаря, слюсар, механік складальних робіт Конотопського електромеханічного заводу «Червоний металіст».
У 1976—1979 роках — помічник машиніста електровоза локомотивного депо станції Конотоп.
У 1978 році закінчив Київське училище машиністів локомотиву.
З 1979 року — машиніст електровоза локомотивного депо станції Конотоп Сумської області.
Член КПРС з 1981 року.
Подальша доля невідома.